# 대한예방의학회
대한예방의학회(The Korean Society for Preventive Medicine, KSPM)는 1947년에 설립된 대한민국의 의학 학술 단체이다. 소재지는 부산광역시 서구 대신공원로 32(동대신동 3가), 동아대학교 구덕캠퍼스 구덕연구동 2호관 1층 G06-0113호 예방의학교실 에 위치하고 있다.

## 개요
회원 상호간의 친목과 지식 교환을 도모하며 법의학 연구와 보급을 촉진시키며, 이 분야를 전공하는 이들의 학문적 또는 사회적 품위 향상을 한다.

## 주요 사업
- 학술대회, 집담회 및 학술강연회 등 개최
- 학술지 및 도서발간
- 예방의학교육의 질적 향상을 위한 계획 및 연구
- 예방의학 전공의 수련과정의 질적 향상을 위한 계획 및 연구
- 회원 상호간의 친목과 학술교류에 관한 사항
- 국내외 유관 기관과의 학술적 교류에 관한 사항
- 예방의학 전문의 연수교육 및 예방보건사업의 질적 향상에 관한 사항
- 임상예방의학 분야의 연구와 교육 및 예방의료서비스의 제공에 관한 사항
- 기타 이 회의 목적달성에 필요한 사항

## 같이 보기
- 예방의학
- 대한의학회